# Avenida Branch (Metro de Washington)
Avenida Branch es una estación terminal en la línea Verde del Metro de Washington, administrada por la Autoridad de Tránsito del Área Metropolitana de Washington. La estación se encuentra localizada en 4704 Old Soper Road en Suitland, Maryland. La estación Avenida Branch fue inaugurada el 13 de enero de 2001.

## Descripción
La estación Avenida Branch cuenta con 1 plataforma central. La estación también cuenta con 3,072 de espacios de aparcamiento.

## Conexiones
La estación cuenta con las siguientes conexiones de autobuses del Metrobus: 

 K12, C12, C11, C13, C14 y TB30